# Sophronica pienaari
Sophronica pienaari är en skalbaggsart som först beskrevs av William Lucas Distant 1898.  Sophronica pienaari ingår i släktet Sophronica och familjen långhorningar.
Artens utbredningsområde är:
- Botswana.
- Kenya.
- Malawi.
- Moçambique.
- Niger.
- Rwanda.
- Zimbabwe.

Inga underarter finns listade i Catalogue of Life.